# 四乙酸锡
四乙酸锡是锡(IV)的乙酸盐，化学式为Sn(CH3COO)4。

## 制备
四乙酸锡可由乙酸亚铊和四碘化锡在乙酸酐中回流，反应完毕后浓缩溶液并冷却，析出晶体，用无水乙醚洗涤，真空干燥得到：
4 CH3COOTl + SnI4 → Sn(CH3COO)4 + 4 TlI↓
四苯基锡在乙酸-乙酸酐混合物中于120°C回流，可以定量生成四乙酸锡：
4 CH3COOH + (C6H5)4Sn → Sn(CH3COO)4 + 4C6H6
四硝酸锡和乙酸、乙酸酐反应也能得到四乙酸锡，但和三氟乙酸酐反应，却得不到其类似物，而是(NO2)2[Sn(CF3COO)6]。
4 CH3COOH + Sn(NO3)4 → Sn(CH3COO)4 + 4 HNO3

## 性质
四乙酸锡遇水分解，生成氢氧化锡沉淀和乙酸：
Sn(CH3COO)4 + 4 H2O → Sn(OH)4 + 4 CH3COOH
和硫醇等含硫物种反应，生成相应的含硫锡化合物。